# Loučka (Zlín)
Loučka (in tedesco Kleinwiese) è un comune della Repubblica Ceca facente parte del distretto di Zlín, nella regione di Zlín.